# Интернет в КНДР
В КНДР имеется ограниченный доступ в Интернет для ряда организаций, получающих для этого официальное разрешение. На 2019 год количество IP-адресов, выходящих в глобальную сеть, оценивается в 1024. Доступ имеют партийные деятели, пропагандисты чучхе внешнему миру, МИД, иностранные представительства, некоторые научно-технические организации, в том числе Корейский компьютерный центр, субъекты внешнеэкономической деятельности, включая совместные предприятия и производства, выпускающие товары на экспорт, некоторые столичные университеты, служба безопасности. В этих организациях подсоединённые к Интернету компьютеры, предположительно, стоят в специальных комнатах, доступ в которые осуществляется по спецпропускам.

## Национальный домен .kp
У КНДР долгое время не было своего национального домена, поэтому немногие официальные сайты базировались в Китае, Японии, Германии и США. С 2007 года КНДР имеет в Интернете собственный домен первого уровня .kp.
После первоначальных доменов второго уровня com.kp и edu.kp были зарегистрированы следующие: net.kp, gov.kp, org.kp, rep.kp, tra.kp и co.kp.
В 2010 году неожиданно все домены КНДР оказались недоступны, и северокорейские сайты были доступны только по IP-адресам. Причины до сих пор неизвестны. Серверы доменных имён находятся в собственности оператора Star JV. Это телекоммуникационная компания, созданная при участии северокорейского правительства и таиландской компании Loxley Pacific.
В данный момент для зарубежных пользователей доступен Государственный сайт Северной Кореи https://web.archive.org/web/20110124090537/http://175.45.176.14/ru/, администрируемый Компьютерным центром Кореи, имеющим филиалы в Европе. Второй зарегистрированный на домене сайт самого Компьютерного центра http://kcce.kp/ содержит несколько страниц об организации, а https://web.archive.org/web/20100825085744/http://kcce.kp/ содержит единственную техническую страницу. IP-адреса обоих сайтов относятся к провайдеру Internet Provider Berlin. Имеется также ещё несколько государственных сайтов (с зеркалами):
- https://web.archive.org/web/20100808152048/http://www.kpnic.gov.kp/ — Сетевой Информационный Центр КНДР;
- http://www.naenara.com.kp/main/index/ru/first — государственный портал КНДР «Нэнара»;
- https://web.archive.org/web/20111021134020/http://www.koredufund.org.kp/;
- https://web.archive.org/web/20120815044324/http://www.friend.com.kp/ — Комитет по культурным связям с зарубежными странами;
- https://web.archive.org/web/20151104194507/http://www.rodong.rep.kp/ — газета «Нодон синмун»;
- http://www.uriminzokkiri.com/ — сайт «Ури минджоккири» («Только наша нация»);
- https://web.archive.org/web/20170216183907/http://kcna.kp/ — Центральное новостное агентство Кореи;
- https://web.archive.org/web/20140625150611/http://www.vok.rep.kp/ — радио «Голос Кореи».

Всего, по состоянию на 2016 год, в Северной Корее было 28 веб-сайтов, выходящих в Интернет. Кроме того, во внутренней сети «Кванмён», доступной только для жителей Северной Кореи, также имеется от 1000 до 5500 внутренних веб-сайтов.

## Внутренняя сеть «Кванмён»
В КНДР существует внутренняя сеть «Кванмён», посвящённая пропаганде идей Чучхе, а также различной научно-технической информации. Также известно, что с недавнего времени[когда?] «Кванмён» стал доступен простым жителям КНДР. В сети появились форумы, но наполнение таких порталов жёстко ограничено властями. Функционирование данной сети осуществляется следующим образом: по заказам учреждений Центр компьютерной информации сгружает из Интернета сайты, в основном научно-технического содержания, проводит ревизию содержания сайта, после чего он загружается в национальную сеть, и им могут пользоваться корейцы. Некоторые источники утверждают, что власти КНДР намерены прекратить изоляцию «Кванмёна» и подключить его к Интернету. Вместе с тем, в приграничных с Китаем районах северной части КНДР существовали интернет-кафе, позволяющие осуществлять выход в Интернет (в 2007 году Министерство общественной безопасности страны распорядилось об их закрытии). С конца 2004 года иностранным фирмам и посольствам в Пхеньяне разрешено свободное пользование Интернетом.
В феврале 2013 г. официально открыт доступ к сетям мобильного Интернета и 3G по всей стране, который был вновь ограничен 29 марта 2013 года. Доступ был разрешён только иностранцам и туристам, с 29 марта 2013 года мобильный Интернет доступен только сотрудникам дипломатических миссий и иностранных компаний.

## В учебных заведениях
Студенты столичных университетов обучаются навыкам работы в Интернете, в том числе в Википедии:

Глава совета директоров Google Эрик Шмидт и экс-губернатор штата Нью-Мексико Билл Ричардсон начали визит в Пхеньян с посещения во вторник главного северокорейского университета имени Ким Ир Сена, сообщили СМИ.

Американских визитёров познакомили с тем, как студенты используют Интернет и, в частности, Google и «Википедию», для поиска необходимой им в учебном процессе информации, передаёт «Интерфакс».
Сегодня три учебных заведения в КНДР имеют выход во всемирную сеть: Университет имени Ким Ир Сена, Университет науки и технологий имени Ким Чхэка и Пхеньянский университет науки и технологий. Для получения доступа в Интернет необходимо получить официальное разрешение. Однако, РИА Новости цитирует неназванного представителя Университета имени Ким Чхэка, который утверждает, что за появлением ограниченного доступа последует распространение всемирной паутины по всем учебным заведениям и предприятиям страны, что, однако, на 2019 год не подтвердилось.

## Электронная почта
Координаты северокорейских субъектов внешнеэкономической деятельности, публикуемые в выпускаемом Торговой палатой КНДР и пхеньянским Внешнеторговым издательством каталоге «Внешняя торговля КНДР», зачастую (но не всегда) содержат факс и адреса электронной почты, зарегистрированные как на национальном домене .kp, так и на международных. Например, Корейская генеральная компания по строительству за рубежом имеет адрес genI22@co.chesin.com, а Торговая палата КНДР — micom@silibank.net.kp.